# Защищённый еврей
Защищённый еврей (нем. Schutzjude) — статус для немецких евреев, предоставленным имперским, княжеским или королевским двором.

## История
В пределах Священной Римской империи, за исключением некоторых восточных территорий, завоёванных в XI и XII веках (например, Бранденбурга), евреи обычно имели статус камеркнехтов. Этот статус включал имперскую защиту и взимание с евреев особых налогов в казну империи (лат. camera regis). Но императоры, всегда нуждающиеся в деньгах, отчуждали — путём продажи или залога — свою привилегию взимать дополнительные налоги с евреев, не всех сразу, а территорию за территорией, различным кредиторам и покупателям. Таким образом, евреи потеряли свою — не всегда надёжную — имперскую защиту.
Многие территории, которые получили господство над евреями, живущими в их границах, впоследствии изгнали их. После общего изгнания евреев с данной территории, часто только отдельные евреи (если таковые вообще были) — получали личную привилегию проживать на этой территории. Эта личная привилегия, задокументированная как schutzbrief (охранный приказ), geleitsbrief (приказ об сопровождении) или (в Бранденбурге) патентом, иногда передавалась по наследству только одному сыну (в редких случаях — всем сыновьям), а иногда и передавалась по наследству. Таким образом, евреев, обладающих такой привилегией, называли schutzjuden, vergeleitete juden или patentjuden, в отличие от евреев, не имевших права на проживание, которые были известны как unvergeleitete juden. Последним не разрешалось вступать в брак, и они могли проводить свою жизнь без брака в качестве члена семьи привилегированного родственника или работодателя.
Например, в октябре 1763 года король Бранденбург-Пруссии, Фридрих II, предоставил Моисею Мендельсону, до того времени находившемуся под защитой, личную, не наследственную привилегию, которая гарантировала его право на спокойное проживание в Берлине. Его жена и дети, у которых не было разрешения на проживание, потеряли свой статус (патент), когда глава семьи умер в 1786. Позже им были предоставлены наследственные патенты на нескольких сыновей. В 1810 прусские реформы Штейна и Гарденберга ввели прусское гражданство, передаваемое по свободному наследству для всех подданных короля, устранив различный прежний правовой статус сословий, таких как дворянство, бюргеры, несвободные крестьяне, чиновничество в судейские, патентные евреи и гугеноты.